# Sargentes de la Lora
Sargentes de la Lora est une commune d'Espagne dans la communauté autonome de Castille-et-León, province de Burgos. Elle s'étend sur 86,22 km2 et comptait environ 144 habitants en 2011.